# لمويل غودل (سياسي)
لمويل غودل هو سياسي أمريكي، ولد في 27 نوفمبر 1800 في Pomfret, Connecticut ‏ في الولايات المتحدة، وتوفي في 9 أبريل 1897. نشط حزبياً في الحزب الديمقراطي. وقد انتخب عضو جمعية ولاية ويسكونسن ‏ وانتخب عضو مجلس ولاية ويسكونسن ‏.